# ブラジル連邦鉄道500形電車
500形は、ブラジル連邦鉄道（Rede Ferroviária Federal Sociedade Anônima、通称RFFSA）がリオデジャネイロの近郊鉄道へ向けて1977年から導入した電車。
日本企業である日本車輌製造と日立製作所、および川崎重工業によって製造され、後述するO Samurai（サムライ）やJapona（ジャポナ - 日本の）、およびCara Dura（カラ・デュラ - 強面）などの愛称で親しまれている。
2020年現在はリオデジャネイロの近郊鉄道網の運営を行うSuperViaが所有している。

## 導入までの経緯
1970年代、リオデジャネイロ都市圏の鉄道の通勤・近郊区間では、公的資金の投入不足による車両や施設のメンテナンス不足が深刻さを増し、それに起因する故障や事故が相次いでいた。そして乗客14人が死亡、376人が負傷したとされる大規模な脱線事故まで発生し、不十分な運営に対する乗客の抗議活動が暴動に発展するにまで至っていた。
この事態を解決するため、1976年にブラジル連邦鉄道は国立経済開発銀行（BNDE）からの資金援助により、駅舎・信号システム・軌道の更新を伴う大規模な近代化が行われることとなった。その中で車両についても抜本的な近代化が行われることとなり、複数の日本企業グループも参加する国際入札が1975年に行われた結果、日本車輌製造（車体、台車）・日立製作所（車体、機器。幹事企業）・三井グループ（窓口企業）による企業連合が受注を獲得した。そして1976年に最初の車両が製造されたのがこの500形電車である。
製造は上記の2社のほか、川崎重工業にて車体、東芝にて電気機器の製造が行われ、総勢5社による分担作業となった。以下に車体製造および艤装の割り当てを示す。
| 製造企業                  | 製造数    | 両数  | 備考     |
| ------------------------- | --------- | ----- | -------- |
| 日本車輌 （豊川蕨製作所） | 4両13編成 | 52両  |          |
| 日立製作所 （笠戸工場）   | 4両9編成  | 36両  |          |
| 川崎重工業 （兵庫工場）   | 4両8編成  | 32両  | 下請け？ |
| 合計                      | 4両30編成 | 120両 |          |

なお、本形式を製造した日本車輌、日立製作所および川崎重工業は当時セミステンレス車両の製造実績はあったものの、日本国内向けを含めてオールステンレス車両の製造実績がなく、同社としても異例の受注となった。一方、当時日本国内のオールステンレス車両の製造を一手に担っていた東急車輛製造は入札に失敗して本プロジェクトを失注したことに危機感を覚え、軽量ステンレス車体の開発を行うきっかけともなった。

## 構造
リオデジャネイロでの通勤輸送への使用を前提に、使用環境の過酷さと乗客による破壊活動の横行への対策として徹底した堅牢さと保守の容易さを追求した設計となった。

### 編成・基本構造
編成は非貫通・3枚窓の前面を有する電動制御車（E500形、E1500形）と中間に連結される付随車（ER500形、ER1500形）の2つの車種によって構成される。基本編成は電動制御車＋付随車の2両を1ユニットとし、それを背中合わせに連結した4両編成（E500形＋ER500形＋ER1500形＋E1500形）だが、動力制御車の機器配置は前後車両とも同一であり、付随車についてもバッテリーや充電用抵抗装置の有無を除き同一の設計となっているため、SuperViaに所有権が移管された2002年以降にはブラジル中央駅 - ジャペリ駅間のジャペリ線において、9両編成での運用を行うため、運用を離脱した編成の付随車を組み込んだ5両編成が3編成登場し、基本の4両編成と併結して運用されている。営業運転においては編成を2本繋いだ8・9両編成での運用が主体で、最大3編成まで増結可能である。
設計においては安全性や保安性に重点が置かれており、1964年製の400形をはじめとする従来の鋼製車両との互換性や、現地で容易に修理が可能なコスト面においても配慮が加えられている。後述の通り日本の電車には類例のない高出力の電動機を用いることで、各車450人・4両編成合計1,800人という超満員時でも20 ‰の勾配区間で最高速度90 km/hが出せる性能を有する。

### 車体・内装
従来の車両とは異なり500形の車体は耐腐食性の効果を持つステンレス（SUS304）で製造され、屋根上の換気ダクトカバーや強度を高めるために設置された前面の衝突柱、台枠の大部分もステンレスで作られている。高温多湿な環境下を走行することから屋根や外板裏面・床面にグラスウール、乗降扉周辺の外板裏面にはアンダーシールをそれぞれ張り、断熱材として使用している。また側面と屋根はプラグ溶接に加え側鋼体の長桁とガゼットを介した溶接接合を実施し、熱影響による鋼体の歪みを防いでいる。
運転台側の窓は安全ガラスを使用し、側面の窓についても劣化および破壊活動による取り外しを避けるという観点から、一般的に多く使用されるHゴムではなくアルミ型材を用いて取り付けが行われている。この窓の構造は下窓固定式の2段式で、投石等による外部からの衝撃によって破損して車内に破片が飛び散る危険のあるガラスの代わりにポリカーボネートシートが用いられており、上部には通風グリルが設置されている。空調装置は設置されておらず、通風は天井に設置されたファンデリアや換気扇によって行われる。乗客用の乗降扉は日本でも多くの採用例があるDD-45DS形開閉装置を用いた幅1,300 mmの両開き式が片側4箇所づつ設置されているが、乗客の動線を考慮して両側で若干扉位置を変える千鳥配置としている。またこの車両には従来車と異なり、走行時に扉が開いたり、逆にドアが開いている状態で力行できないようにする保安装置が施されている。
乗務員室は運用面や安全面の観点から客室とは完全に独立しており、日本の車両とは異なって客室と往来可能な扉も設置されていないが、仕切り壁は取り外し可能な構造となっている。先頭部の連結器は日本製の密着自動連結器を用い、従来車との混結による営業運転は考慮されていないが、BP管やMR管は従来車と設計を合わせているため緊急時の連結は可能となっている。連結面は棒連結器によって繋がっているほか、妻面には幌が設置されており車両間の往来が可能である。
座席は通勤輸送での使用を考慮したオールロングシートで、保守や破損防止の観点からモケットがない繊維強化プラスチック（FRP）製を採用している。また車内には跳ね上げ式の吊り革やステンレス製の握り棒、座席上には荷棚も設置されており、これらは現地の人々の体格を考慮した設計となっている。

### 機器・台車
動力台車（ND-14形）、付随台車（NT-43形）は軸ばね・枕ばねにコイルばねを、振動衝撃防止にオイルダンパーを設置した台車で、使用路線の過酷な条件に適した堅牢な設計となっている一方、従来車に使用されているブレーキシューの搭載を可能とする、現地調達が困難な心皿用の耐磨レジンを使用しないなど、部品の互換性や保守の容易さにも配慮がなされている。スリップや非常ブレーキ使用時には各台車に設置された砂撒き装置からの散砂が行われる。
主電動機は日立製作所製のHS-360-Ar形（315 kW・1,500 V・230 A・1,200 rpm）が各動力台車に2基、各制御電動車に4基搭載され、2個直列配置されたものが2組ずつ制御装置により並列制御される。製造時には日本の電車では既にカルダン駆動が主流となっている状況下ではあったが、構造の簡便さと保守の容易さから補極式直流軸巻界磁・自己通風方式を用いた吊り掛け駆動が採用されている。
各付随車にはブレーキ用の圧縮空気を供給するコンプレッサー、車内照明や換気装置に給電するCLG-361形電動発電機が1組づつ設置され、一方が故障した際には自動的にもう一方からの延長給電が行われるようになっている。集電装置は下部交差型のパンタグラフが使用されており、制御電動車の屋根上に2基搭載している。
多段式電動カム軸制御を採用したMMC-HHTB-20A形制御装置には発電ブレーキの使用が考慮された設計になっており、最高時速70 km/hから指定された低速度域まで動作するようになっている。また発電ブレーキ併用の電磁自動空気ブレーキやコンプレッサーは従来車と同じWABCO製のものが採用されており、運転や保守の容易さに配慮が置かれている。

## 運用
1976年末に最初の車両が日本からブラジルへ向けて輸出され、現地での試運転で良好な結果を収めたのち、翌1977年から営業運転に導入された。リオデジャネイロ都市圏の各通勤路線に導入され、"O Samurai"（サムライ）と称されるほどの高い評判を得て、以降導入される電車の基礎となった。
一方でブラジル連邦鉄道の運営、特に定刻運行の欠如に抗議する乗客の破壊活動は当車の導入後も収まらず、それによる車両への投石、座席や機器の破損が相次いだにもかかわらず、抜本的な修理は長年施行されなかった。老朽化した一部の機器の交換などの更新工事が実施されたのは、1984年の国営ブラジル都市鉄道（CBTU）への運営引き継ぎを経て、さらに政府の他にリオデジャネイロ州が協力して誕生したFlumitrensへの運営引き継ぎのあとのSuperViaへの民営化を挟んだ1996年から2000年にかけてとなった。この間、投石により先頭車前面には多数の窪みが生じ、哀れな状態になりつつも活躍した姿から、Cara Dura（カラ・デュラ - 強面、もしくはド根性、勇敢という意味）という愛称も生まれた。
また、非公式の車内販売が車両間を頻繁に移動する行為が問題として浮上したため、ブラジル都市鉄道の時代に車両間の貫通扉が常時締め切り扱いとなり、貫通幌の使用が中止されたほか、SuperVia移管直後までに大半の先頭車の前面中央の「おしゃぶり」と呼ばれる通風口が塞がれた。
なお、塗装は登場時は無塗装だったが、後年ブラジル都市鉄道では窓下に緑色と青色の細線、Flumitrensにおいては窓下に橙色と朱色の細線という各企業のコーポレートカラーに塗装されるものも現れた。SuperViaにおいてはこれまで無塗装であった車両の一部とそれ以前から塗装が施されていた車両に対し、車体全体を同社のコーポレートカラーであるエメラルドグリーン色、白色、赤色、青色で大胆に塗装した。
2012年からは一部編成の冷房化が実施され、それらの編成に対しては同時に窓の密閉化、座席と壁の再塗装、床材の交換も行われた。冷房化された車両は無塗装および窓下にエメラルドグリーン色の線を配置した塗装である。
新型車両の導入に伴う置き換えにより、冷房化が施行されていない車両に廃車が進行しており、2018年時点の在籍車両数は23編成95両。
なお、一部の車両は事業用車両に改造され活躍している。

1979年・ブラジル連邦鉄道時代の500形
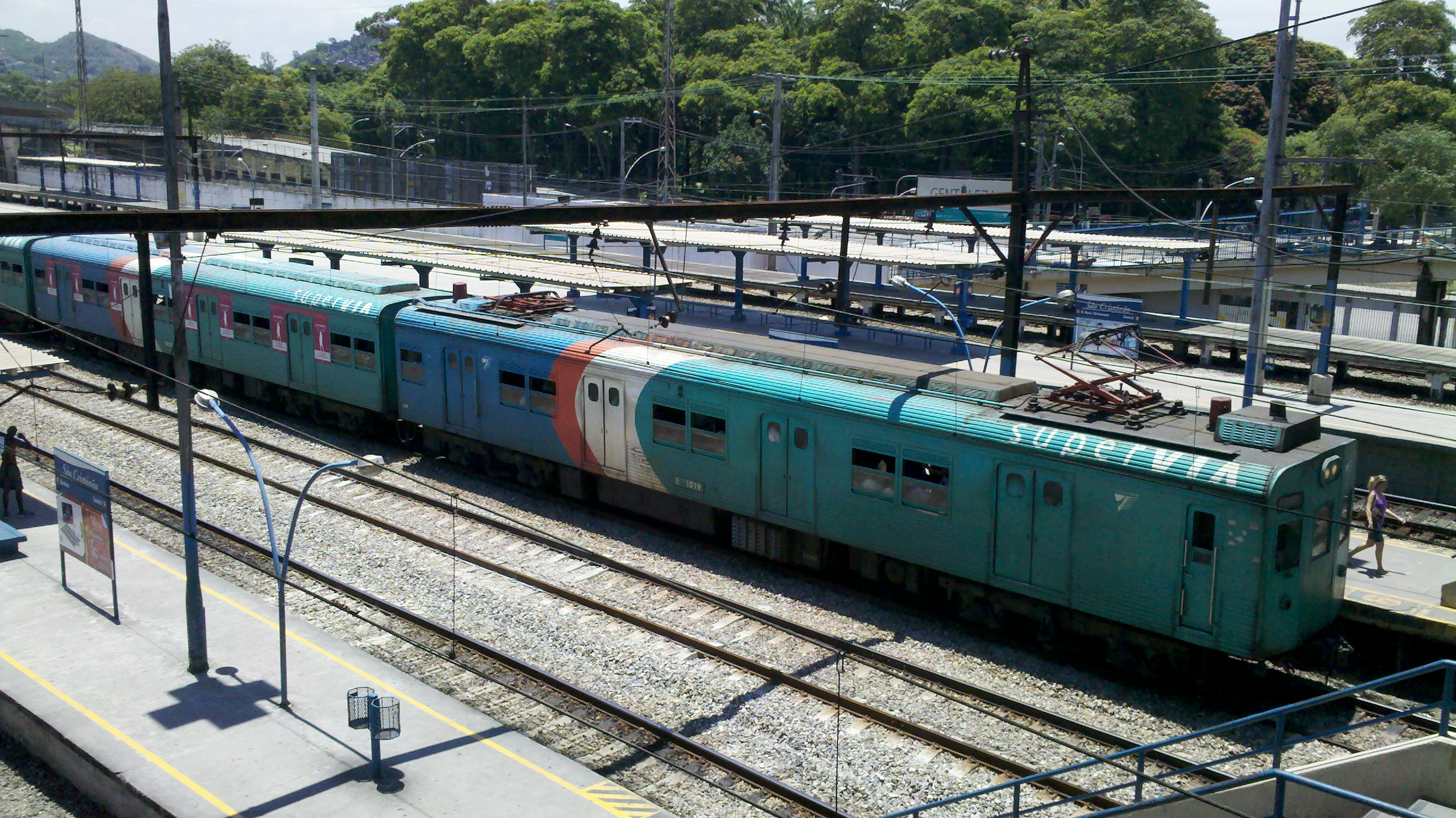
SuperVia塗装の500形
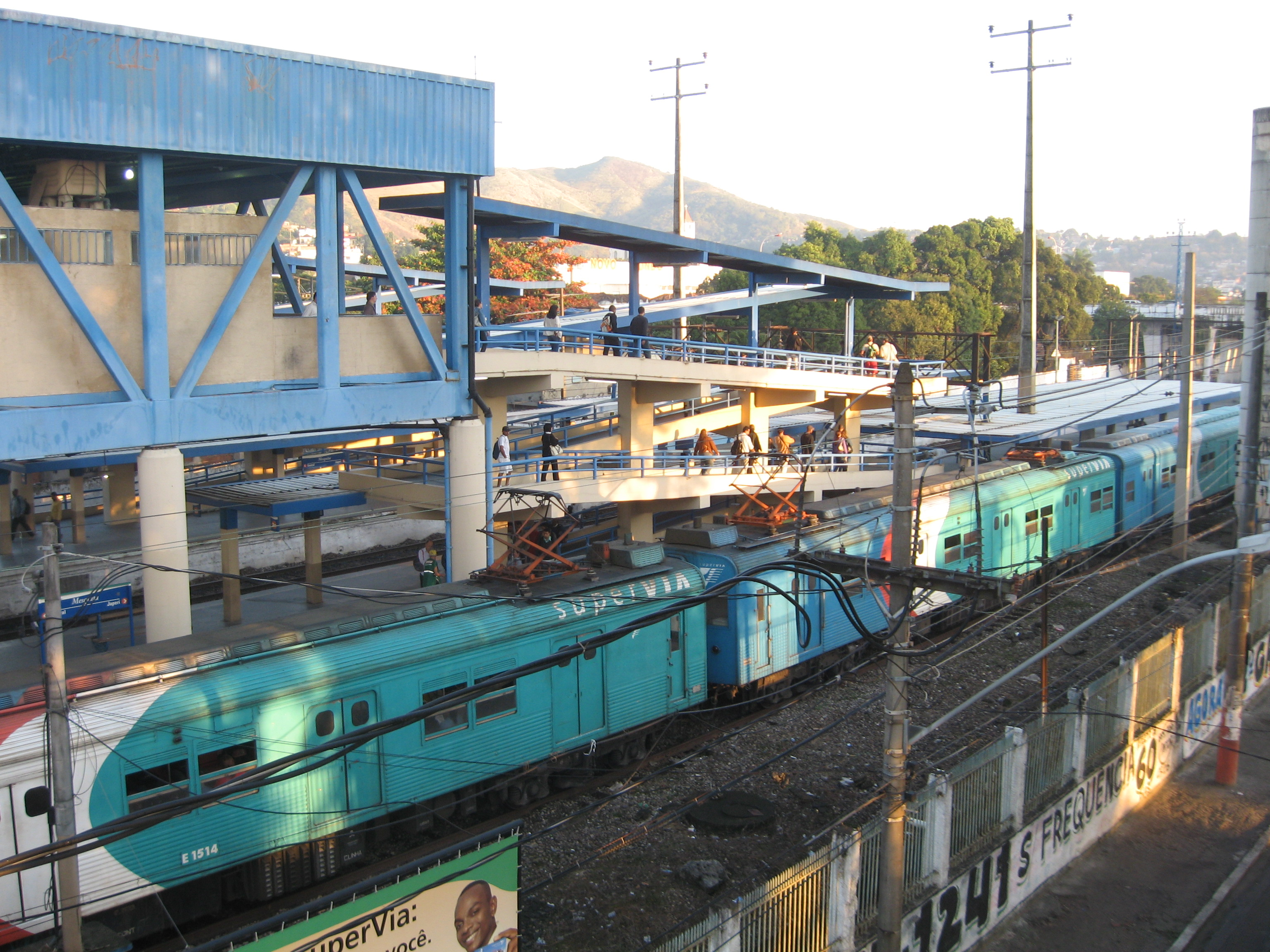
SuperVia塗装の500形
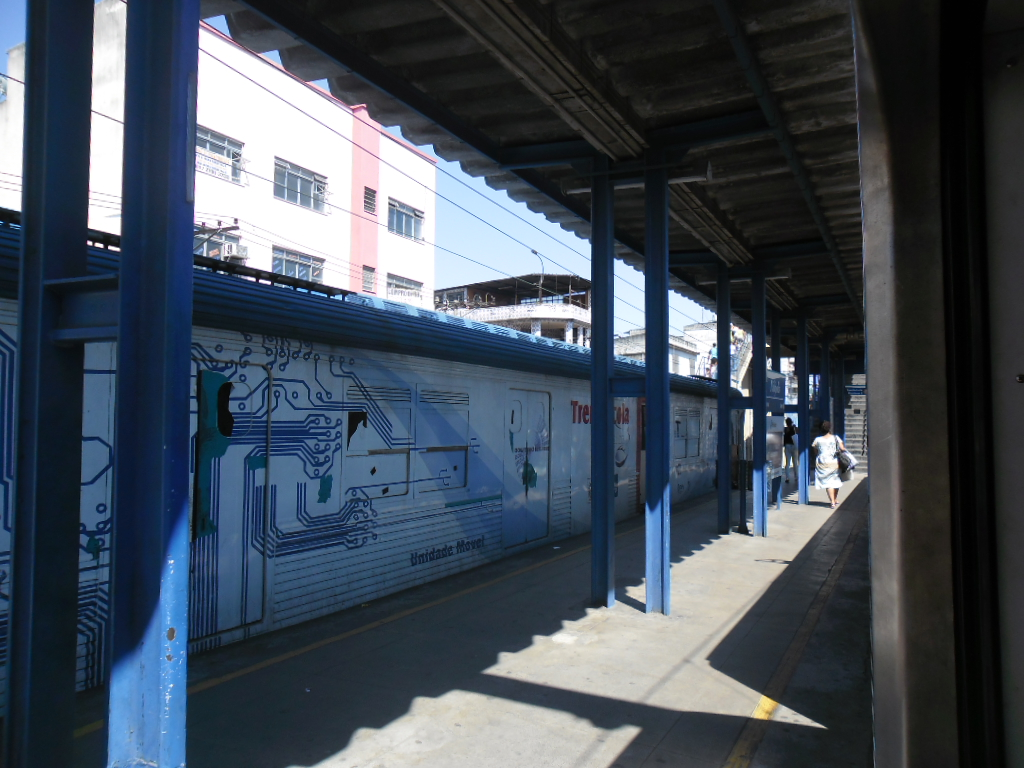
広告が施された500形